# Apeadero de Folhadal
El Apeadero de Folhadal es una estación ferroviaria desactivada de la Línea de la Beira Alta, que servía a la localidad de Folhadal, en el Distrito de Viseu, en Portugal.

## Características
Esta plataforma posee acceso por la Calle del Apeadero, junto a la localidad de Folhadal.

## Historia
Esta plataforma se encuentra en el tramo entre las Estaciones de Pampilhosa y Vilar Formoso de la Línea de la Beira Alta, que fue inaugurado por la Compañía de los Caminhos de Ferro Portugueses de la Beira Alta el 1 de julio de 1883.
En septiembre de 2012, la operadora Comboios de Portugal alteró los horarios en la Línea de la Beira Alta, dejando los convoyes regionales para realizar paradas en este apeadero; de esta forma, esta plataforma permanece sin servicios.